# Omán en los Juegos Olímpicos de Río de Janeiro 2016
Omán participa en los Juegos Olímpicos de 2016 en Río de Janeiro, Brasil, del 5 al 21 de agosto de 2016.
El tirador Hamed Said Al-Khatri fue el abanderado durante la ceremonia de apertura.

## Deportes
Atletismo
- Barakat Al-Harthi (100 metros masculino)
- Mazoon Al-Alawi (100 metros femenino)

Tiro
- Hamed Said Al-Khatri (rifle a 50 metros con tres posiciones masculino)
- Wadha Al-Balushi (pistola de aire a 10 metros femenino)